# Aufstand in den Alpujarras (1499–1501)
Der Aufstand in den Alpujarras (1499–1501) bezeichnet verschiedene Aufstände der muslimischen Bevölkerung des Königreichs Granada (dem früheren Emirat von Granada) gegen die katholischen Machthaber. Der erste Aufstand erfolgte 1499 in der Stadt Granada als Reaktion auf die massenhafte Zwangskonvertierung der muslimischen Bevölkerung zum katholischen Glauben, was als ein Bruch des Vertrags von Granada von 1491 aufgefasst wurde. Der Aufstand in der Stadt dauerte nicht lange, aber es folgten kurz darauf massivere Revolten in der nahen Bergregion der Alpujarras. Die katholischen Streitkräfte, zuweilen von König Ferdinand selbst geführt, konnten diese niederschlagen und verhängten schwere Strafen über die muslimische Bevölkerung.
Die katholischen Machthaber nutzten diese Revolten in der Folge, um den Vertrag von Granada und die den Muslimen darin garantierten Rechte zu widerrufen.

## Hintergrund

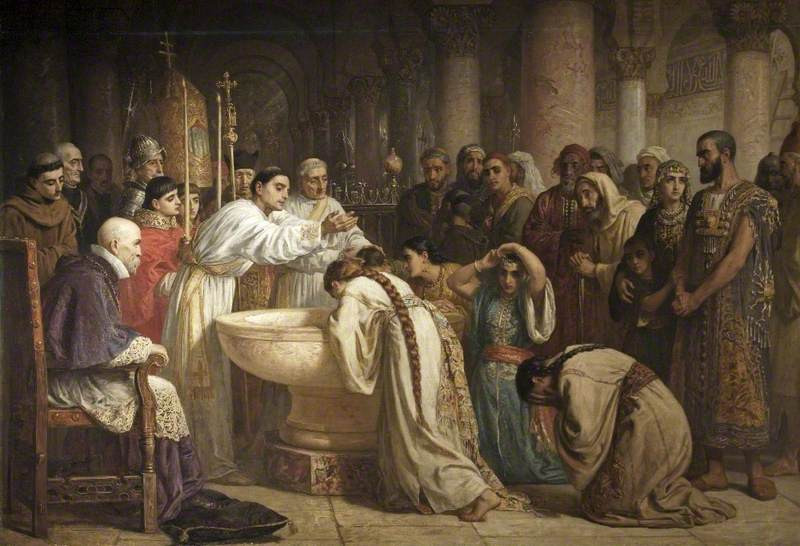
Zwangskonvertierungen unter Francisco Jiménez de Cisneros wurden als Verletzungen des Vertrags von Granada angesehen und waren der Hauptgrund der Aufstände.
(Historiendarstellung des 19. Jahrhunderts)

Das Emirat von Granada war der letzte Bereich der iberischen Halbinsel, der unter muslimischer Kontrolle stand. Im Januar 1492 ergab sich Muhammad XII. von Granada (auch „Boabdil“ genannt) den von den Katholischen Königen Ferdinand II. von Aragon und Isabella I. von Kastilien geführten katholischen Streitkräften. Der bereits im November 1491 unterschriebene Vertrag von Granada garantierte den Muslimen Granadas im Gegenzug religiöse Toleranz und eine gerechte Behandlung.
Die damalige Bevölkerung der früheren Emirats von Granada wird auf zwischen 250.000 und 300.000 geschätzt. Dies war die Mehrheit der Menschen im früheren Emirat und etwa die Hälfte der muslimischen Bevölkerung des damaligen Spanien.
Ursprünglich hielten die katholischen Machthaber sich an den Vertrag. Gegen den Druck der spanischen Kirche setzten Ferdinand und der Erzbischof von Granada, Hernando de Talavera, eine Laissez-faire-Politik gegenüber den Muslimen durch. Sie hofften, dass diese durch die Interaktion mit den Christen den „Fehler“ ihres Glaubens erkennen und diesem abschwören würden. Als Ferdinand und Isabella die Stadt im Sommer 1499 besuchten, wurden sie von einer begeisterten Menge empfangen, darunter auch viele Muslimen.
Im Sommer 1499 erreichte Francisco Jiménez de Cisneros, der einflussreiche Erzbischof von Toledo und Beichtvater der Königin Isabella, Granada und begann, mit Talavera zu arbeiten. Cisneros war Talaveras Ansatz fremd. Er begann, nicht mit ihm kooperierende Muslime, besonders auch hochstehende, ins Gefängnis zu stecken, wo sie, solange sie nicht konvertierten, roh behandelt wurden. Durch die steigende Zahl der Konvertierungen ermutigt, verstärkte Cisneros seine Anstrengungen; im Dezember 1499 sagte er dem Papst Alexander VI., dass an nur einem Tag 3.000 Muslime konvertiert seien. Cisneros’ Kirchenkonzil warnte ihn, dass seine Methoden als Bruch des Vertrags angesehen werden könnten. Álvar Gómez de Castro, ein Hagiograph aus dem 16. Jahrhundert, beschrieb seine Methoden als „unzulässig“.

## Aufstand im Albayzin

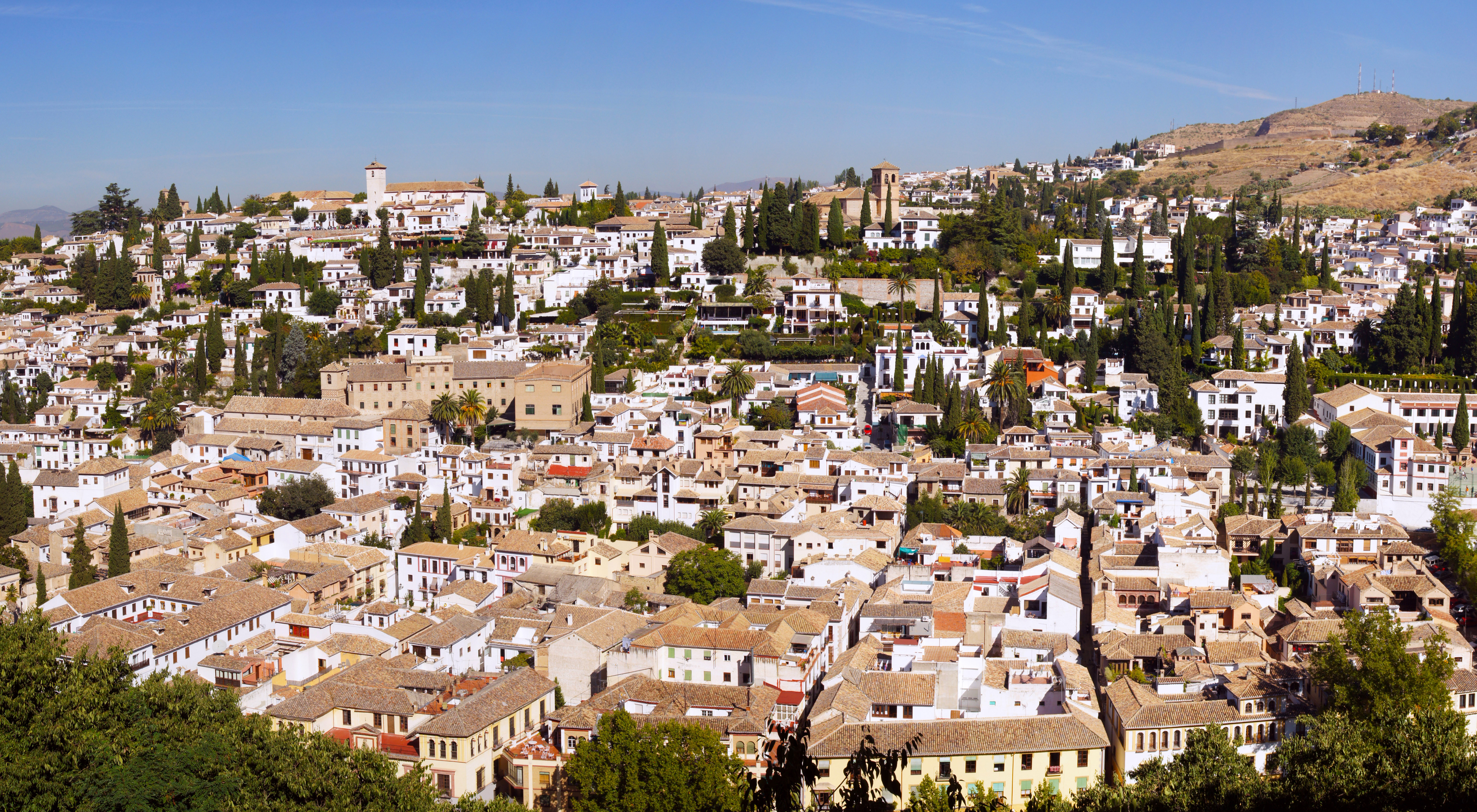
Blick auf das Albayzin, in dem es zum ersten Aufstand kam (Foto von 2010)

Die steigende Zahl der Zwangskonvertierungen führte zu Widerständen in der muslimischen Bevölkerung, und zwar zuerst in der urbanen Population des Albayzin (oder Albaicín), dem „alten“ muslimischen Viertel Granadas. Die Situation wurde durch die Behandlung der Elches (zum Islam konvertierte Christen) noch verschlimmert. Bestimmungen innerhalb des Vertrags von Granada verboten die Zwangsrückkonvertierung der Elches zum Christentum, erlaubten es aber, dass solche Konvertiten durch christliche Kleriker, in Anwesenheit von Vertretern muslimischer religiöser Instanzen, verhört wurden. Cisneros nutze dieses „Schlupfloch“, um Elches vorzuladen und dann diejenigen, die nicht zum Christentum zurück konvertierten, einzusperren. Oft ging es dabei um Frauen muslimischer Männer – was die Muslime als einen Angriff auf ihre Familien werteten.
Am 18. Dezember 1499 holten ein Schutzmann namens Velasco de Barrionuevo und dessen Assistent im Rahmen dieser Praxis eine weibliche Elche aus dem Albayzin ab. Auf dem Weg über einen Platz schrie sie, man würde sie zwingen, Christ zu werden. Die Schutzmänner wurden schnell von einer feindseligen Menge umringt; Barrionuevo wurde ermordet, sein Assistent konnte, durch eine muslimische Frau unterstützt, entkommen.
Der Vorfall weitete sich zu einer offenen Revolte aus. Die Bewohner des Albayzin errichteten Straßenbarrikaden und bewaffneten sich. Ein wütender Mob zog zu Cisneros’ Haus, verstreute sich aber wieder. Über die folgenden Tage hinweg wurde der Aufstand besser organisiert. Die Bevölkerung des Albayzin wählte Vertreter und Anführer. In der folgenden Konfrontation versuchten Erzbischof Hernando de Talavera und General Marquis de Tendilla, die Situation durch Verhandlungen und Zeichen guten Willens zu entschärfen. Nach zehn Tagen endete der Aufstand, indem die Muslime den Ordnungskräften ihre Waffen und die Mörder des Schutzmanns übergaben, die umgehend getötet wurden.
Darauf wurde Cisneros vor den Gerichtshof von Sevilla gerufen, wo er sich vor einem wütenden Ferdinand für seine Aktionen verantworten musste. Cisneros argumentierte, dass die Muslime durch den bewaffneten Aufstand den Vertrag gebrochen hätten, nicht er. Er überzeugte Ferdinand und Isabella, den Rebellen die kollektive Vergebung anzubieten, falls sie zum Christentum konvertieren. Nach Cisneros’ Rückkehr wurde Granada als rein christliche Stadt angesehen.

## Aufstand in den Alpujarras
Obwohl der Aufstand im Albayzin beendet schien und Granada zu einer theoretisch rein christlichen Stadt erklärt worden war, sprang die Rebellion auf das Land über. Die Anführer des Aufstands im Albayzin flohen in die Alpujarras. Die Bewohner dieser Gebirgsgegend waren fast ausschließlich Muslime und hatten die christliche Herrschaft nur widerwillig hingenommen. Sie empörten sich gegen das Verhalten der christlichen Herrscher, das sie als Bruch des Vertrags von Granada ansahen, und fürchteten, sie sollten wie die Bewohner des Albayzin zwangskonvertiert werden. Bis Februar 1500 wurde ein 80.000 Mann starkes christliches Heer zusammengestellt, um den Aufstand niederzuschlagen. Im März kam Ferdinand dazu, um das Vorgehen direkt zu leiten.
Die Rebellen agierten taktisch klug und nutzen die Berge für einen Guerillakrieg. Allerdings hatten sie keine zentrale Führung und keine einheitliche Strategie. Die Abwesenheit einer Strategie auf Seiten der Rebellen ermöglichte es den christlichen Streitkräften, diese jeweils Gebiet für Gebiet zu schlagen.
Die aufständischen Städte und Dörfer in den Alpujarras wurden nach und nach unterworfen, wobei Ferdinand den Angriff auf Lanjarón persönlich führte. Sich ergebende Rebellen mussten sich typischerweise taufen lassen, um ihr Leben zu retten. In Städten und Dörfern, die erobert werden mussten, wurde hart verfahren. Eine der blutigsten Episoden fand in Andarax statt, wo die katholische Streitmacht unter Louis de Beaumont 3.000 Muslime gefangen nahm und abschlachtete. Mehrere Hundert Frauen und Kinder flohen in eine lokale Moschee, die dann gesprengt wurde. Bei der Einnahme von Velefique wurden alle Männer getötet, die Frauen versklavt. In Nijar und Güéjar Sierra wurde die gesamte Bevölkerung versklavt; nur Kinder wurden weggebracht, um dann als Christen aufgezogen zu werden.
Am 14. Januar 1501 befahl Ferdinand seiner Armee die Waffenruhe, da der Aufstand beendet schien. Allerdings kam es zu weiteren Unruhen in Sierra Bermeja. Eine Armee unter Alonso de Aguilar, einem der berühmtesten spanischen Anführer, machte sich auf den Weg, um diesen Aufstand niederzuschlagen. Am 16. März griff die Armee die Rebellen an. Doch die Gegenwehr war unerwartet stark, das Ergebnis eine Niederlage für die katholische Armee. Aguilar selbst wurde im Kampf getötet, wie fast seine gesamte Armee.
Dennoch ersuchten die Muslime bald um Frieden. Ferdinand, dem die aktuelle Schwäche seiner Armee und die Probleme der Kriegsführung in den Bergen Sorgen machten, erklärte, die Rebellen hätten zwischen der Auswanderung und der Taufe zu wählen. Freie Passage wurde nur denen gewährt, die zehn Goldstücke zahlen konnten; dies war für die meisten unmöglich. Entsprechend mussten sie bleiben und sich taufen lassen. Die Aufständischen ergaben sich ab Mitte April nach und nach, da einige abwarten wollten, wie mit den ersten sich ergebenden Rebellen verfahren wurde. Auswanderer wurden unter Bewachung zur Hafenstadt Estepona gebracht, von wo sie nach Nordafrika reisten. Die restlichen Personen durften, nachdem sie konvertiert, ihre Waffen niedergelegt und ihren Besitz überschrieben hatten, in ihre Heimatorte zurückkehren.

## Nachspiel

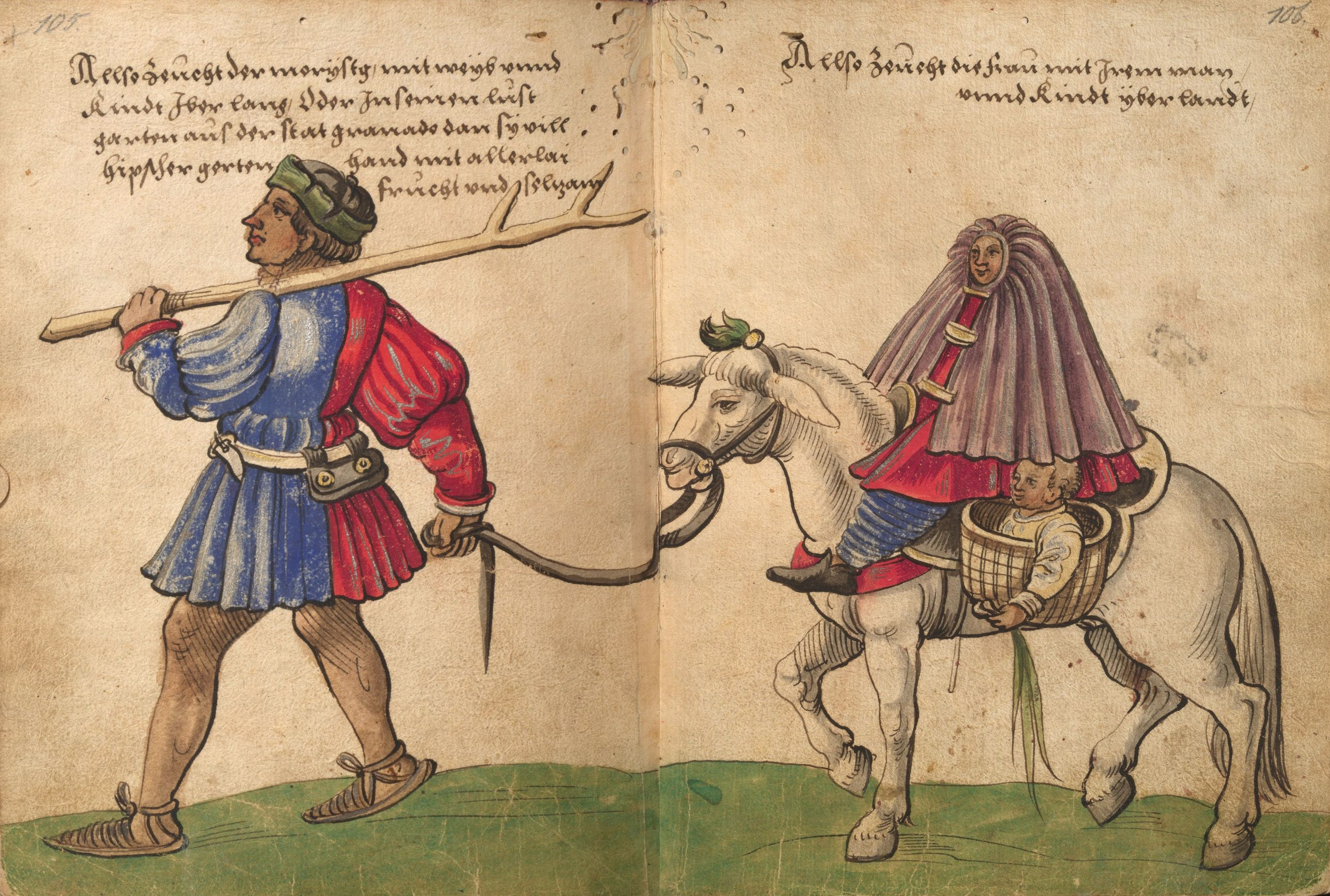
Bild einer „Morisco“-Familie, Christoph Weiditz, 1529.

Ende 1501 war der Aufstand niedergeschlagen. Die Muslime hatten ihre durch den Vertrag von Granada garantierten Rechte verloren und hatten nun die Wahl, (1) zu bleiben und sich taufen zu lassen, (2) die Taufe abzulehnen und versklavt oder ermordet zu werden, oder (3) ins Exil zu gehen. Aufgrund der hohen Gebühr für die Ausreise aus Spanien war die Konvertierung die einzig realistische Option. Entsprechend wurde die gesamte muslimische Bevölkerung Granadas, nur ein Jahrzehnt nach dem Fall des Emirats von Granada, theoretisch christlich. Man nannte diese Konvertiten nuevos cristianos („neue Christen“) oder Moriscos (spanisch morisco: „maurisch“). Obwohl sie konvertierten, behielten die Moriskos weitgehend ihre Eigenheiten bei, unter denen Sprache, Eigennamen, Gerichte, Kleidung und auch einige Feiern zu verstehen sind. Viele folgten heimlich dem Islam, obwohl sie sich nach außen zum Christentum bekannten. Die Pragmatica Philipps II. vom 1. Januar 1567 befahl den Moriscos schließlich das Ablegen von Bräuchen, Kleidung und Sprache und führte zu den Aufständen der Jahre 1568–71.